# 楼鑰

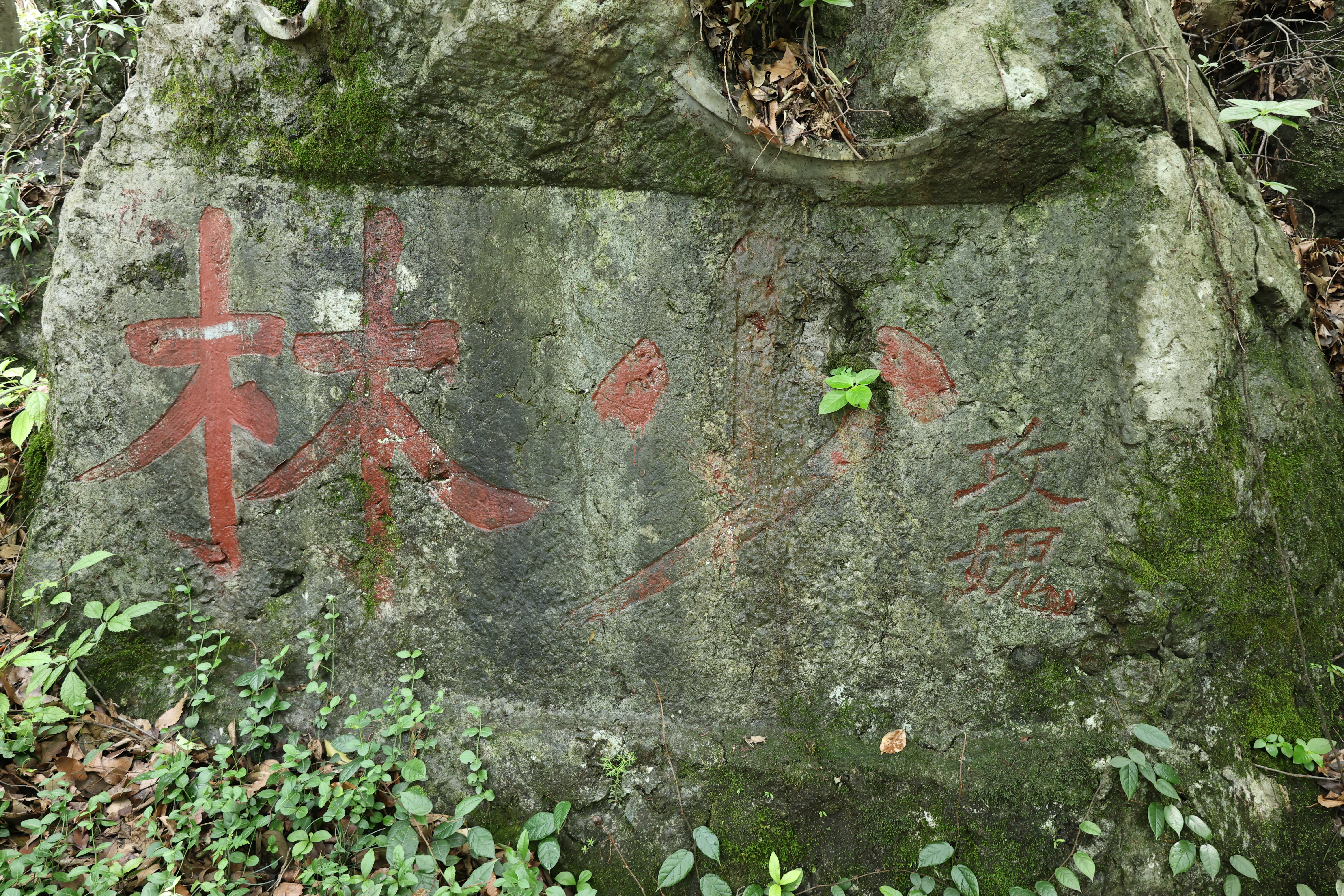
南屏山浄慈寺において樓鑰が書いた「少林」二文字。約１２０７～１２０９年。

楼 鑰（ろう やく、紹興7年（1137年）- 嘉定6年4月18日（1213年5月10日））は、中国南宋の儒学者・政治家。字は大防。号は攻媿主人。明州鄞県の人。

## 経歴
楼璩（楼璹の弟）の三男として生まれた。幼いころから好学し、経学と歴史に通達した。隆興元年（1163年）、科挙に及第して進士となり、「翰林院の秀才」と賞賛された。温州教授を経て勅令を起案する冊定官を務め、『淳熙条法事類』の編纂にも加わった。乾道5年（1169年）、賀正使として金に派遣された汪大猷に随行した。その後、台州通判・温州知州・宗正寺主簿・太常寺博士などを歴任した。紹熙年間には太常寺少卿・太府寺少卿・起居郞・中書舎人を務め、太上皇として退いた孝宗と葛藤していた光宗を説得し、玉牒や会要などの書籍を献上するように勧めた。光宗の退位に際しては譲位の詔書を草案し、寧宗の即位後は太祖の4代の先祖たちを太廟に合祀することを主張し、これを貫徹させた。
しかし、韓侂冑の専横を非難した彭亀年を弁護したため、慶元3年（1197年）に「偽学の党」と弾劾され地方に左遷されてから、すぐに年老いたとの理由で官職を辞めた。開禧北伐に失敗した韓侂冑が誅されると、嘉定元年（1208年）に吏部尚書に復職。韓侂冑の罪状を追及し、彼の首級を金に送るよう請じた。同知枢密院事を経て嘉定2年（1209年）には参知政事を拝命された。嘉定6年（1213年）、高齢により致仕し、同年4月に77歳で死去。少師が追贈され、宣献と諡された。
詩文と文献の考証に長じ、金への使行に関する見聞録の『北行日録』をはじめ、多くの文集を著している。

## 著書
- 『攻媿集』
- 『范文正公年譜』
- 『北行日録』